# 高田吉次
高田 吉次（たかた よしつぐ、1590年（天正18年） - 1671年3月4日（寛文11年1月23日））は、安土桃山時代から江戸時代初期の武士、槍術家。宝蔵院流高田派槍術の祖。小倉藩士。名字は高田、通称は八兵衛、後に又兵衛。号は崇白。高田吉春の子。赤穂事件に関与した高田郡兵衛は孫に当たる。

## 略歴
1590年（天正18年）、伊賀国白樫村（三重県伊賀市白樫）に生まれる。少年時代は、宝蔵院覚禅房胤栄の弟子の中村尚政（宝蔵院流中村派の祖）に入門した後、胤栄の直門となった。胤栄の死後は中村尚政に再入門し、1615年（慶長20年）に宝蔵院流槍術の印可を授かる。その後は、廻国しながら宝蔵院流に新陰流の剣術、穴沢流の薙刀術、五坪流の槍術（素槍）を融合して宝蔵院流高田派槍術を完成させたといわれる。
1614年からの大坂の陣に父・吉春と共に豊臣方として参加。夏の陣で父を失うが吉次は大坂城を脱出した。この後に江戸へ行き、町道場を開いた。
1623年（元和9年）、久世家の斡旋により播磨国明石藩（兵庫県明石市）の小笠原忠真に召抱えられ、400石馬廻役の格式にて仕官。武術指南にあたった。1638年（寛永15年）2月、島原の乱における原城攻めには槍手一隊を率いて本丸を陥れる手柄をあげて禄高700石になる。　　
また、江戸城において徳川将軍家に槍術を披露しており、1628年（寛永5年）3月3日、徳川家光への披露、1651年（慶安4年）4月11日、病床の徳川家光の病気平癒祈願のため、十文字槍の奥儀を披露した。
1671年（寛文11年）1月23日死去。三男の高田吉通が相続して又兵衛を称した。墓は豊前国小倉（福岡県北九州市）の生往寺と伊賀国白樫にある。
子のうち、長男の高田吉深は1675年（延宝3年）伊賀国に帰郷の後、久居藩（三重県津市）に仕えた。次男の高田吉和は福岡藩（福岡県福岡市）に仕えた。四男の高田吉全は小倉に留まった。